# Igreja Porta Aberta Cristã
Igreja porta aberta cristã (em francês:  Église Porte ouverte chrétienne) é uma megaigreja evangélica carismática multissítio com sede em Mulhouse, França. Ela é afiliada à Federação das Igrejas do Evangelho Pleno na Francofonia, membro do Conselho Nacional de Evangélicos da França. O pastor sênior é Samuel Peterschmitt.

## História
A igreja foi fundada oficialmente em 1966 por Suzanne e Jean Peterschmitt em Mulhouse.  Em 1972, a igreja tinha entre 60 e 80 membros. Ela mudou suas instalações para Pfastatt, um subúrbio de Mulhouse. Em 1987, Samuel Peterschmitt sucedeu seu pai como pastor sênior da igreja.
Nesse mesmo ano, instalam-se em um antigo supermercado em Mulhouse, com capacidade para 600 pessoas. Em 1989, uma nova sala em Bourtzwiller (Mulhouse), e pôde acomodar 1.500 pessoas. Em 1995, o santuário é ampliado para uma capacidade de 1.900 lugares. Em 2005, a assistência da igreja é de 1.500 pessoas.
Em 2015, a igreja está expandindo seu prédio para uma capacidade de 2.500 vagas. Em 2023, foram inaugurados 8 campus em diferentes cidades da França, Suíça e Bulgária. Em 2025, a igreja teria 2.200 membros.

## Pandemia de COVID-19
Uma evento de uma semana organizado pela igreja em fevereiro de 2020 em Mulhouse e com a participação de cerca de 2.000 fiéis tornou-se um evento significativo na disseminação do novo coronavírus na França. Os participantes espalharam o vírus para outras regiões do país, além da Córsega, Guiana Francesa, Suíça, Bélgica e Alemanha.

A igreja foi culpada pela disseminação do vírus na França, e o pastor e outros membros relataram ter recebido ameaças. Estes justificam-se que no momento o governo não havia estabelecido normas de segurança ou barreiras sanitárias. Apesar de quase todos os frequentadores do evento terem sido infectados, algumas autoridades da saúde consideram plausível que outras pessoas em Mulhouse, antes mesmo do evento evangélico, pudessem estar infectadas e espalhar o coronavírus; o evento então ampliou sua propagação.